# Nematopsis matutae
Nematopsis matutae is een soort in de taxonomische indeling van de Myxozoa, een stam van microscopische parasitaire dieren. Het organisme komt uit het geslacht Nematopsis en behoort tot de familie Porosporidae. Nematopsis matutae werd in 1959 ontdekt door G.H. Ball.